# NGC 559
Az NGC 559 (más néven Caldwell 8) egy nyílthalmaz a Cassiopeia csillagképben.

## Felfedezése
A halmazt  William Herschel fedezte fel 1787. november 9-én.